# Four Hoffmann
Pour les articles homonymes, voir Hoffmann.
Le four Hoffmann est un four à feu continu destiné à la cuisson de briques, tuiles, carreaux, et autres produits en terre cuite. Cette invention fut brevetée en 1858 par Friedrich Hoffmann. Elle permit un progrès considérable dans la production des articles en terre cuite.

## Principe de fonctionnement

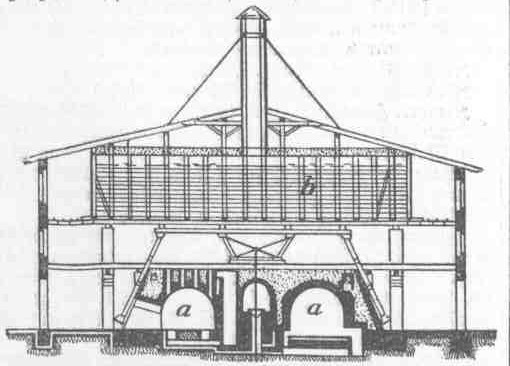
Vue en coupe d'un four Hoffmann, a Chambre de cuisson, b Séchage

Le four Hoffmann se compose d'un anneau d'environ 12 à 20 chambres, dans lesquelles le feu peut être entretenu séparément, et dans lesquelles sont placés les articles qui vont être cuits. Une fois la cuisson effectuée dans une chambre, on laisse le feu s'éteindre et la chambre suivante est alimentée en combustible. De cette manière, le feu se déplace dans l'anneau en 1 à 2 semaines. La grande nouveauté de cette invention est relative à la circulation de l'air. Avant d'arriver au foyer de combustion, l'air frais venant de l'extérieur du four traverse au préalable les briques cuites encore chaudes, ce qui accélère leur refroidissement et réchauffe cet air. À l'inverse l'air brûlant provenant de la combustion préchauffe les briques qui vont être cuites. La chaleur de l'espace situé au-dessus du four est également utilisée pour sécher les articles avant leur cuisson. Le cycle thermique est mieux contrôlé et le rendement thermique est amélioré.

## Historique

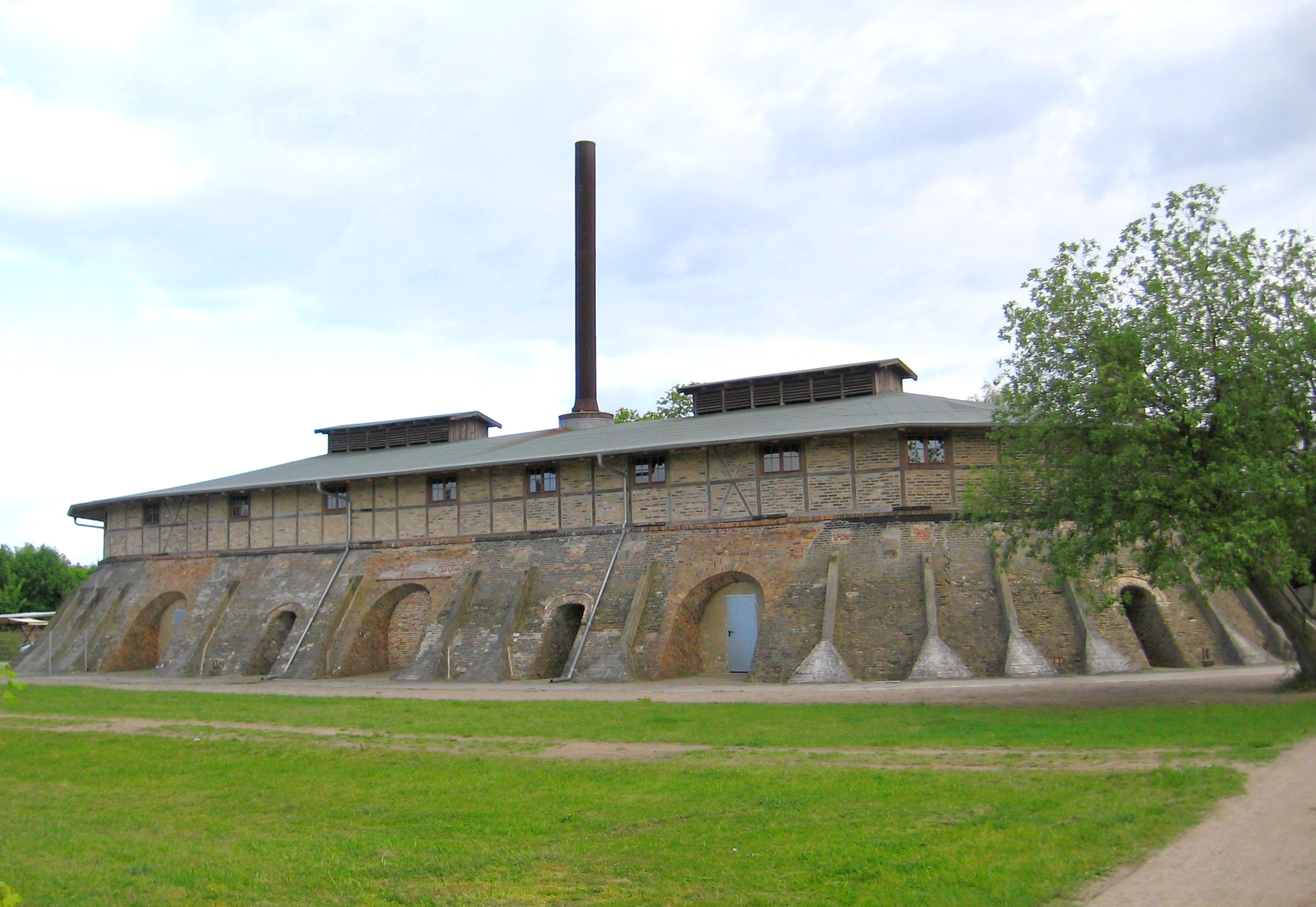
Vue d'un four Hoffmann (Ziegeleipark Mildenberg).

L'invention du four Hoffmann a révolutionné l'industrie de la terre cuite du XIXe siècle. Pour la première fois, les fours Hoffmann ont fourni des briques et tuiles de qualité constante, tandis que les briques cuites dans des fours à chambre unique en usage précédemment étaient différentes à chaque cuisson. En outre, les fours à feu continu fonctionnant jour et nuit, la production et la productivité ont été augmentées. Une main-d'œuvre beaucoup plus importante a été employée. Cela a également entrainé une augmentation de la production jamais connue. Aujourd'hui la production de briques et de tuiles en France est réalisée dans des fours tunnels automatisés. Quelques rares fours Hoffmann sont encore utilisés pour des productions d'articles spéciaux ou traditionnels. Les autres constructions encore visibles restent les témoins du passé industriel. 
Dans les pays émergents, le four Hoffmann est toujours la technologie la plus employée. Elle a été améliorée et on trouve souvent des fours Hoffmann à deux canaux parallèles et quatre chambres. Le four est chargé et déchargé avec une chargeuse et non plus à la main. La chargeuse introduit les assemblages de briques dans la chambre du four, assemblages qui ont été préparés manuellement à l'extérieur.
On trouve aussi le four Bull, qui est une modification plus rudimentaire du four Hoffmann. Dans le four Bull, les canaux sont enterrés et il n'y a pas de voûte. Le toit est reconstruit à chaque passage du feu.

Maquette au Musée des Arts et Métiers de Paris
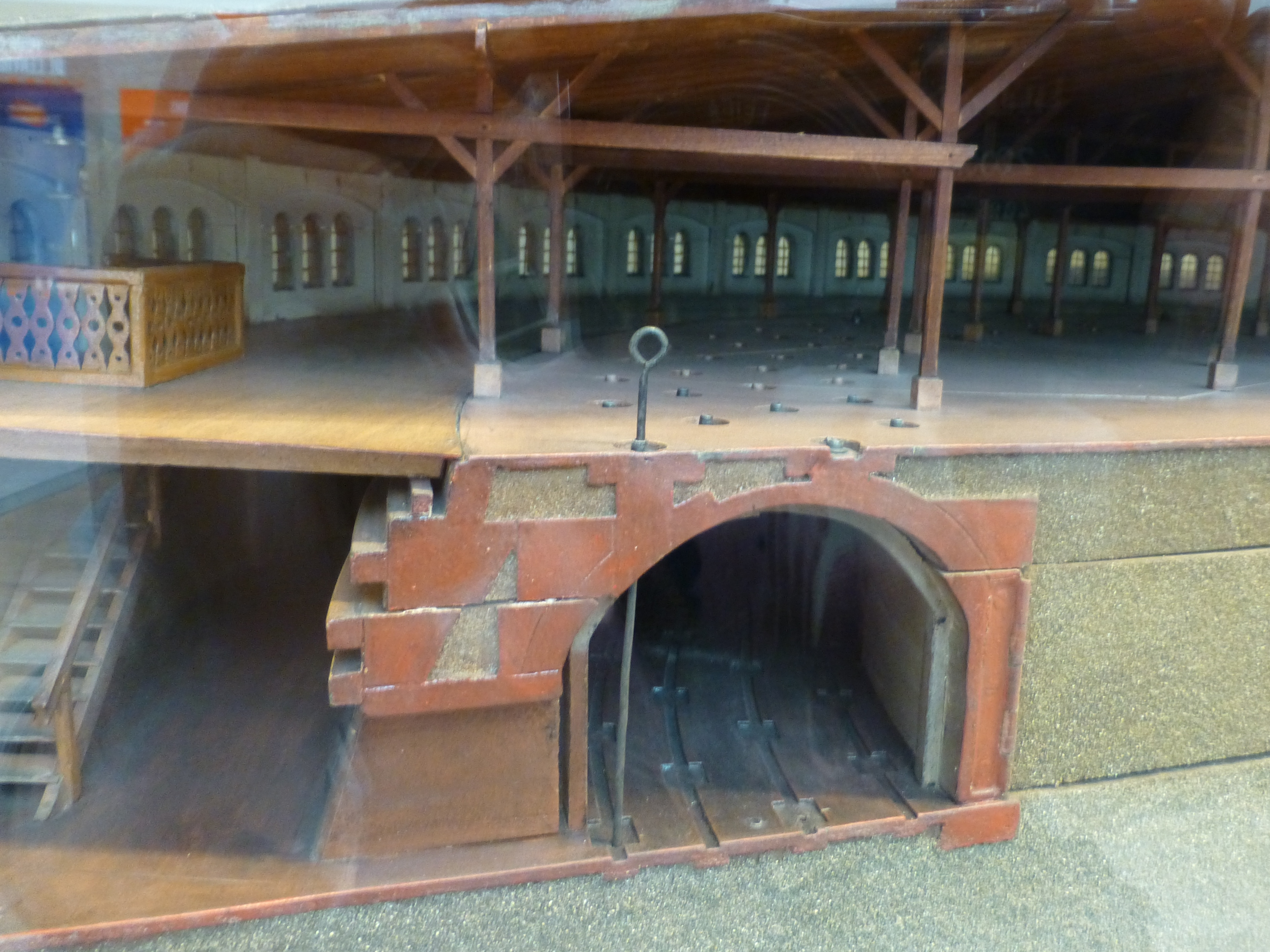
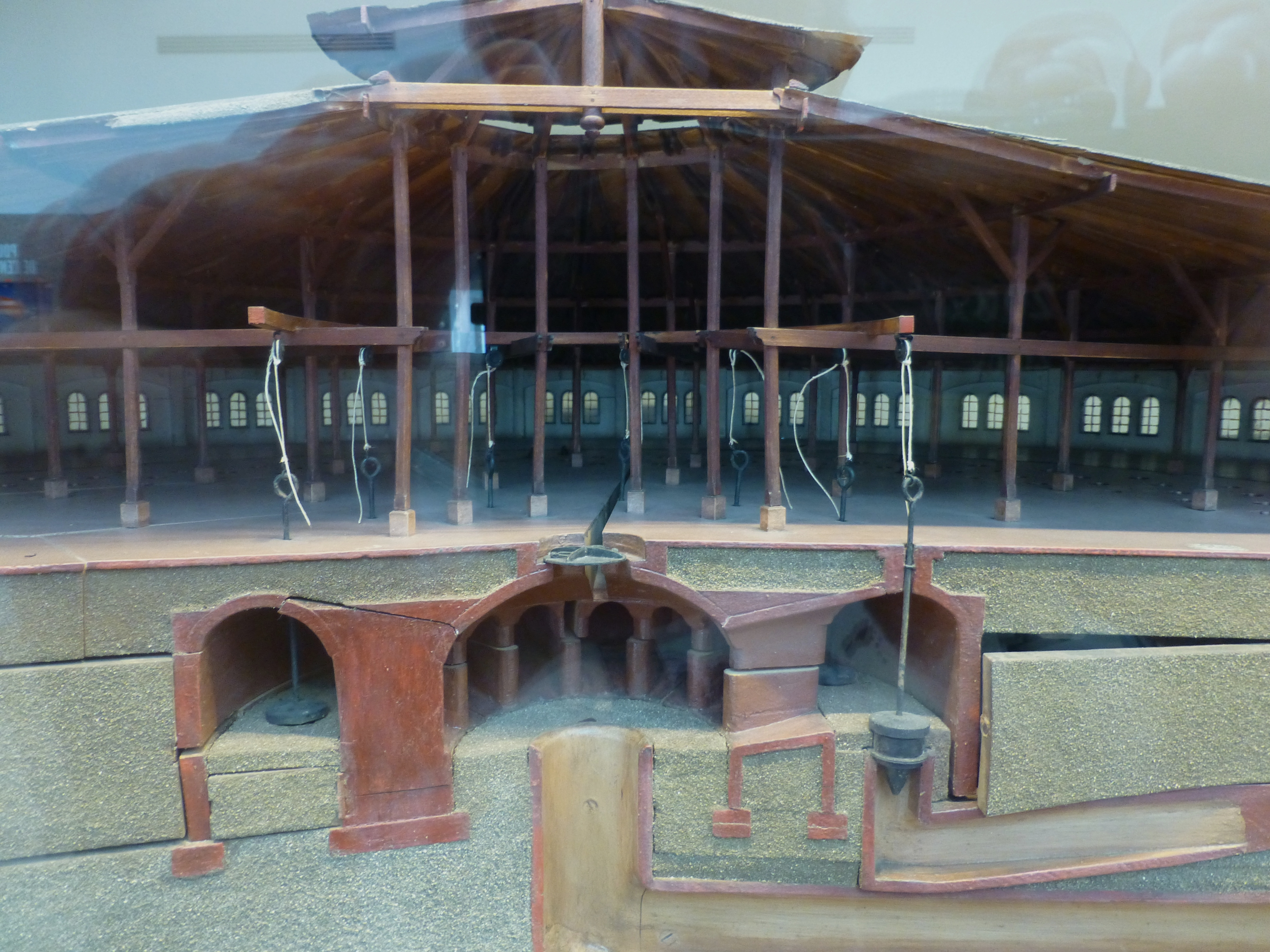
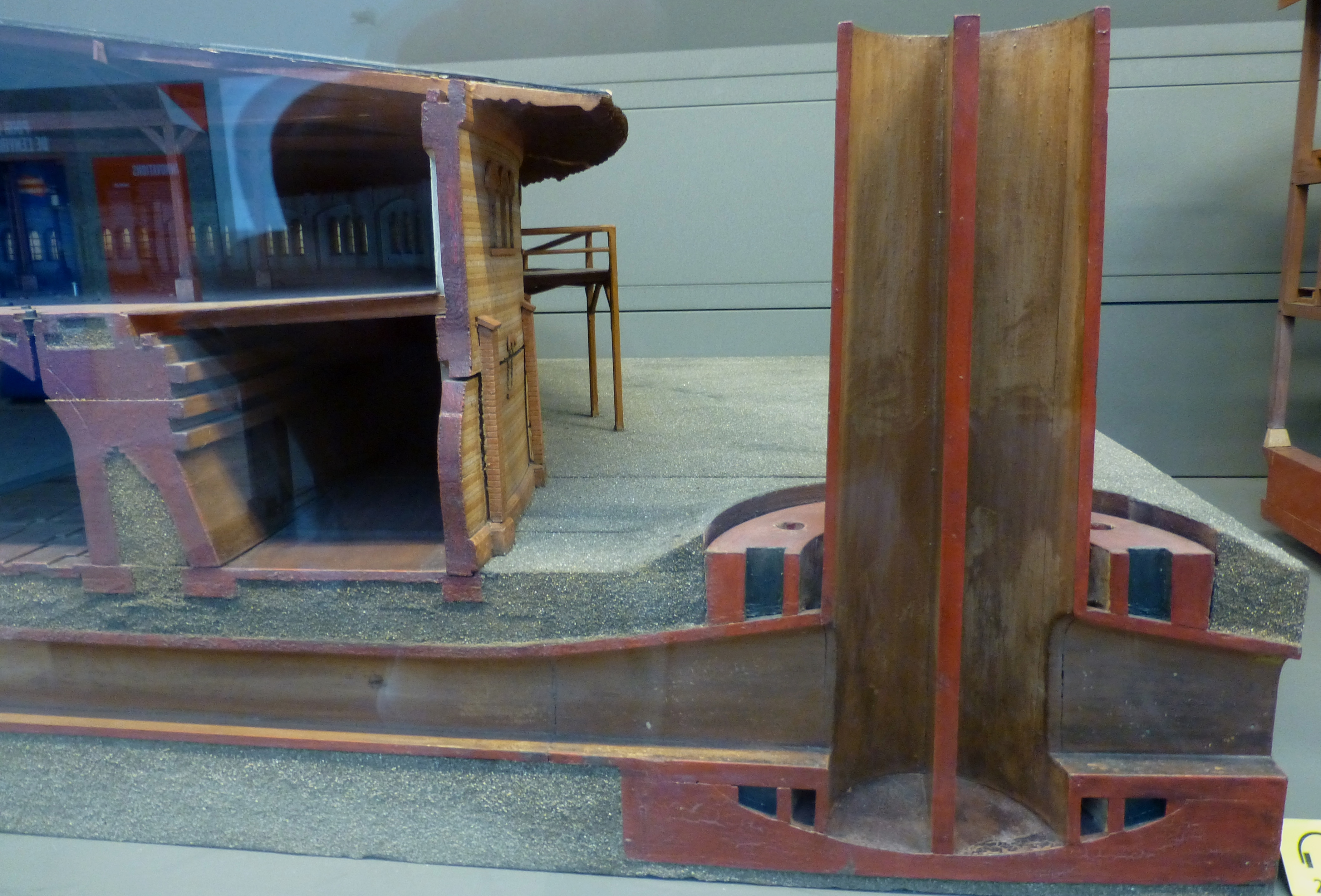

## Utilisation

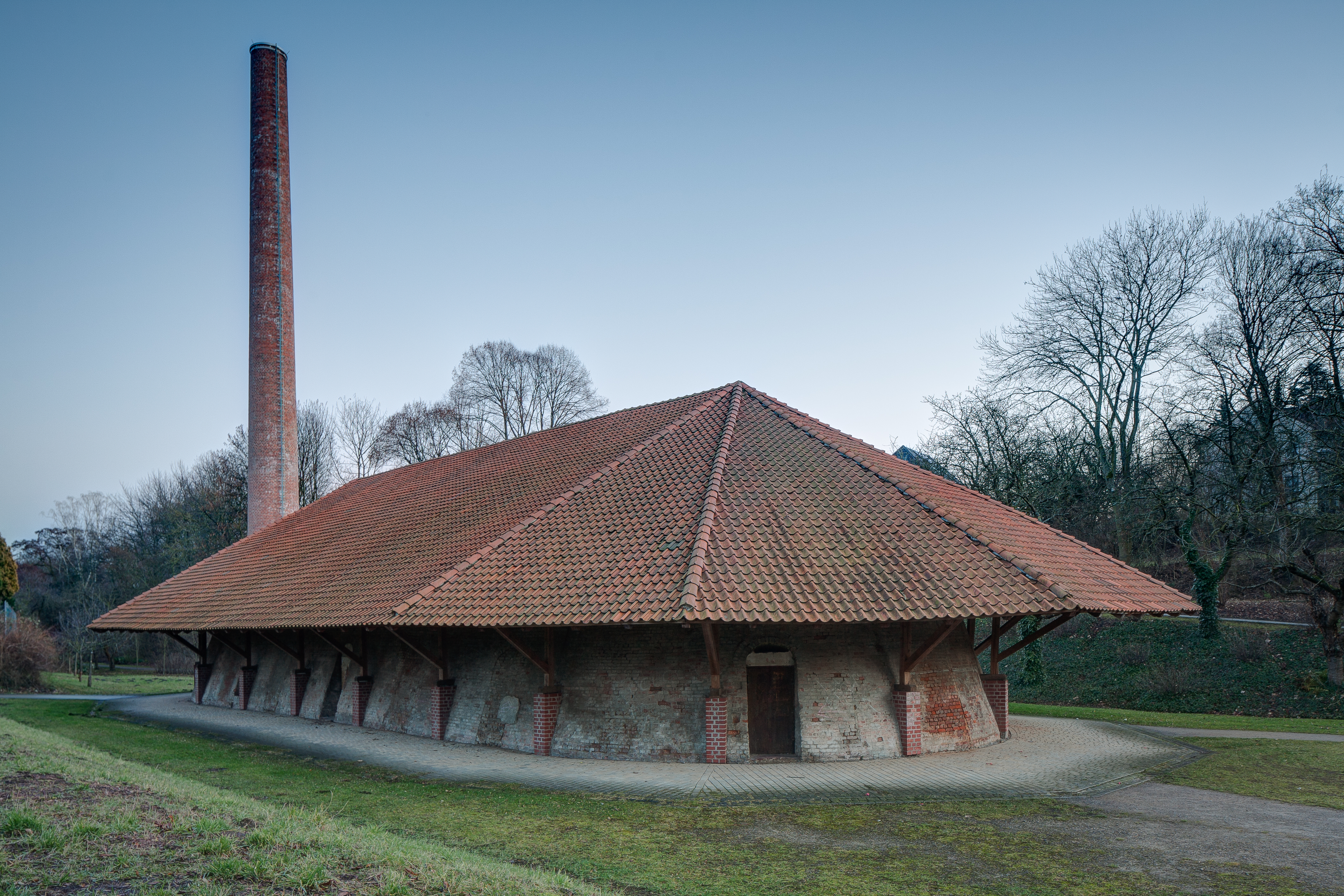
Four à chaux de Hoffman, conservé au, à Hanovre.

Très populaire pour la cuisson des briques, et atteignant des dimensions considérables, ce four s'est aussi avéré efficace dans l'opération de grillage. Il est cependant resté assez marginal bien que, pour la calcination des minerais carbonatés de fer et de zinc, ce four permet une économie de combustible allant jusqu'à 50 % par rapport aux fours à cuve à combustible solide. Pour cet usage, quelques modifications mineures sont apportées car la décarbonatation du calcaire ou des minerais génère un tassement de la charge. Un vide se forme entre la voûte et la charge, et les gaz empruntent alors ce vide au lieu de circuler au sein de la charge. On crée alors des diaphragmes obstruant le tiers supérieur de la voûte, afin de contraindre les gaz à passer au travers de la charge.